# Lista okrętów United States Navy, V
W tej sekcji listy okrętów United States Navy wymienione są nazwy wszystkich okrętów United States Navy, których nazwa zaczyna się od V.
Aby zobaczyć wyłącznie listę okrętów obecnie pozostających w służbie — patrz Lista obecnie służących okrętów United States Navy
W przypadku okrętów, których nazwa została użyta jednokrotnie, link USS "Nazwa_okrętu" kieruje do artykułu o konkretnym okręcie. Jeżeli nazwy użyto kilkakrotnie, link USS "Nazwa_okrętu" kieruje do strony ujednoznaczniającej z krótkimi opisami poszczególnych okrętów, natomiast linki następujące po nazwie kierują do tych okrętów bezpośrednio.

## V
- USS "V-1" (SS-163)
- USS "V-2" (SS-164)
- USS "V-3" (SS-165)
- USS "V-4" (SS-166)
- USS "V-5" (SS-167)
- USS "V-6" (SS-168)
- USS "V-7" (SS-169)
- USS "V-8" (SS-170)
- USS "V-9" (SS-171)
- USS "V-43" (1915)

## Va
- USS "Vaga" (YT-116, YTB-374)
- USS "Vagrant" (PYc-30)
- USS "Valcour" (AGF-1)
- USS "Valdez" (FF-1096)
- USS "Valeda" (SP-592)
- USS "Valencia" (AKA-81)
- USS "Valentine" (AF-47)
- USS "Valeria" (AKA-48)
- USS "Valiant" (SP-535, PC-509)
- USS "Vallejo" (CL-112, CL-146)
- USS "Valley City" (1859)
- USS "Valley Forge" (CV-45, CG-50)
- USS "Valor" (AMc-108, AM-472)
- USS "Valparaiso" (1836)
- USS "Valve" (ARS-28)
- USS "Vamarie" (1933)
- USS "Vammen" (DE-644)
- USS "Van Buren" (1839, PF-42)
- USS "Van Valkenburgh" (DD-656)
- USS "Van Voorhis" (DE-1028)
- USS "Vanadis" (AKA-49)
- USS "Vance" (DER-387)
- USS "Vancouver" (LPD-2)
- USS "Vandalia" (1828, 1876, IX-191, PC-1175)
- USS "Vandegrift" (FFG-48)
- USS "Vanderbilt" (1857)
- USS "Vanderburgh" (APB-48)
- USS "Vandivier" (DER-540)
- USS "Vanguard" (AG-194)
- USS "Vara" (PC-509)
- USS "Varian" (DE-798)
- USS "Varuna" (1861, AGP-5)
- USS "Vashon" (YFB-19)
- USS "Vaterland" (1917)
- USS "Vaud J." (1907)

## Ve
- USS "Vedette" (1914, SP-163)
- USS "Veendijk" (Id. No. 2515)
- USS "Vega" (SP-734, AK-17, AF-59, AK-286)
- USS "Vela" (AK-89)
- USS "Vella Gulf" (CVE-111, CG-72)
- USS "Velocipede" (SP-1258)
- USS "Velocity" (1862, SP-446, AM-128)
- USS "Venango" (AKA-82)
- USS "Vencedor" (SP-699)
- USS "Vendace" (SS-430)
- USS "Venetia" (SP-431)
- USS "Venetian Maid" (SP-188)
- USS "Vengeance" (1779, 1805)
- USS "Vent" (ARS-29)
- USS "Venture" (SP-616, PC-826, MSO-496)
- USS "Venus" (AKA-135)
- USS "Verbena" (1864)
- USS "Verdi" (SP-979)
- USS "Verdin" (YMS-471)
- USS "Vergana" (SP-519)
- USS "Veritas" (AKA-50)
- USS "Vermilion" (AKA-107)
- USS "Vermillion" (ACV/CVE-52)
- USS "Vermillion Bay" (CVE-108)
- USS "Vermont" (1848, BB-20)
- USS "Verna & Esther" (SP-1187)
- USS "Vernon County" (LST-1161)
- USS "Vesole" (DD-878)
- USS "Vesta" (Id. No. 2506)
- USS "Vestal" (AR-4)
- USS "Vester" (SP-686)
- USS "Vesuvius" (1806, 1846, 1869, 1888, AE-15)

## Vi
- USS "Viburnum" (AN-57)
- USS "Vicksburg" (1863, PG-11(inne języki), CL-86, CG-69)
- USS "Victor" (SP-1995, AMc-109)
- USS "Victoria" (1855, AO-46, AK-281)
- USS "Victorine" (SP-951)
- USS "Victorious" (AGOS-19)
- USS "Victory" (1863)
- USS "Vidette" (1907)
- USS "Vidofner" (SP-402)
- USS "Vigil" (YAGR-12/AGR-12)
- USS "Vigilance" (AM-324)
- USS "Vigilant" (1812, 1888, SP-406, WPC-154)
- USS "Vigor" (AMc-110, MSO-473)
- USS "Viking" (1883, SP-3314, ARS-1)
- USS "Vileehi" (IX-62)
- USS "Villalobos" (1896, IX-145)
- USS "Vim" (PG-99)
- USS "Vincennes" (1826, CA-44, CL-64, CG-49)
- USS "Vincent" (SP-3246)
- USS "Vindicator" (1864, AGOS-3)
- USS "Vinton" (AKA-83)
- USS "Violet" (1862, WAGL-250)
- USS "Viper" (1806, 1814, SS-10)
- USS "Vireo" (AM-52/AT-144, MSC-205)
- USS "Virginia" (1776, 1797, 1825, 1861, BB-13, SP-274, SP-746, SP-1965, CGN-38, SSN-774)
- USS "Virginian" (1904, 1919)
- USS "Virgo" (AKA-20)
- USS "Vision" (SP-744, SP-1114)
- USS "Visitor" (SP-2266)
- USS "Vital" (AM-129, MSO-474)
- USS "Vitality" (PG-100)
- USS "Vitesse" (SP-1192)
- USS "Vittorio Emmanuele III" (Id. No. 3095)
- USS "Vivace" (SP-583)
- USS "Vixen" (1803, 1813, 1846, 1861, 1869, PY-4, PG-53)

## Vo – Vu
- USS "Voge" (FF-1047)
- USS "Vogelgesang" (DD-862)
- USS "Volador" (IX-59, SS-490(inne języki))
- USS "Volans" (AKS-9)
- USS "Volunteer" (ID-3242, 1864)
- USS "Von Steuben" (ID-3017, SSBN-632)
- USS "Voyager" (SP-361)
- USS "Vreeland" (FF-1068)
- USS "Vulcan" (1898, 1909, AR-5)